# Gert Blomé
Gert Arne Blomé (28. srpna 1934 Gävle – 27. ledna 2021 Göteborg) byl švédský lední hokejista, obránce. Se švédskou reprezentací vyhrál mistrovství světa v roce 1962. Stříbro si přivezl z olympijských her v Innsbrucku konaných roku 1964 a ze dvou světových šampionátů, v letech 1963 a 1967. Z mistrovství světa měl i dva bronzy (1958, 1965). Zúčastnil se i OH 1960 (5. místo). Za národní tým nastupoval v letech 1957 až 1967 a odehrál za něj 151 utkání. Ve švédské nejvyšší soutěži působil v klubech Gävle IK (1956–1961) a Västra Frölunda IF (1961–1972). S Gävle se stal mistrem Švédska v roce 1957, s Frölundou roku 1965. Ve stejném roce byl vyhlášen nejlepším hráčem švédské ligy (ocenění Zlatý puk).